# Cinesioterapia
O nome cinesioterapia, quer dizer literalmente, terapia do movimento (do grego kínesis, movimento e therapeia, terapia). De origem oriental, atualmente é a terapia mais utilizada, sendo importante por estar ligada a todas às outras formas de terapias físicas, como a Hidroterapia. É a designação dos processos terapêuticos que visam a reabilitação funcional através da realização de movimentos ativos e passivos. Tem como objetivo prevenir, eliminar ou diminuir os distúrbios do movimento e função.

## Ramos da cinesioterapia

### Cinesioterapia respiratória
Consiste no conjunto de métodos cinesioterapêuticos, que visam a recuperação da função respiratória, nomeadamente a melhoria da ventilação pela drenagem de secreções intrabrônquicas.